# 歌川芳直
歌川 芳直（うたがわ よしなお、生没年不詳）とは、江戸時代の浮世絵師。

## 来歴
歌川国芳の門人、歌川を称し一盛斎と号す。下谷御徒町に住む。作画期は嘉永から安政の頃にかけてで、錦絵を残している。

## 作品
- 「船有卦七富乗合」　大判錦絵　館山市立博物館所蔵　※有卦絵、安政元年（1854年）
- 「清元直伝本　其小唄夢廓」　大判錦絵揃物の内　早稲田大学図書館所蔵　※安政4年（1857年）
- 「梅川忠兵衛」　大判錦絵揃物の内　ベルリン東洋美術館所蔵　※安政4年